# Efferia pina
Efferia pina är en tvåvingeart som beskrevs av Scarbrough 2008. Efferia pina ingår i släktet Efferia och familjen rovflugor.
Artens utbredningsområde är Kuba. Inga underarter finns listade i Catalogue of Life.